# 趙允熙
趙 允熙（チョ・ユンヒ、朝鮮語: 조윤희、生年不詳 - 2005年1月11日）は、朝鮮民主主義人民共和国の政治家。建設建材工業相、政務院建設部長などを歴任した。

## 経歴
出生地や生年月日などは不明。1982年に最高人民会議第7期代議員に選出され、1984年に端川鉱業建設連合企業所支配人に任命された。1994年には政務院建設部長に任命された。1998年9月5日に開催された最高人民会議第9期第1回会議で建設建材工業相に任命され、2003年9月3日に開催された最高人民会議第10期第1回会議で再任された。
2005年1月1日に朴奉珠内閣総理と大安親善ガラス工場を訪問したが、1月11日に心臓発作で死亡した。